# Portugiesisch-salomonische Beziehungen
Die portugiesisch-salomonischen Beziehungen beschreiben das zwischenstaatliche Verhältnis zwischen Portugal und dem pazifischen Inselstaat der Salomonen. Die Länder unterhalten direkte diplomatische Beziehungen.
Die Beziehungen gelten als unbelastet, jedoch sehr schwach entwickelt, da die Länder sehr weit entfernt voneinander liegen und wenig gemeinsame historische, politische oder wirtschaftliche Berührungspunkte haben.
Im Jahr 2017 waren weder portugiesische Bürger konsularisch auf den Salomoneninseln registriert, noch Staatsbürger der Salomonen in Portugal gemeldet.
Seit der Vereinbarung zwischen den Salomonen und der EU aus Oktober 2016 können Staatsbürger Portugals und der Salomonen visumfrei für bis zu 90 Tage in das jeweils andere Land einreisen.

## Geschichte

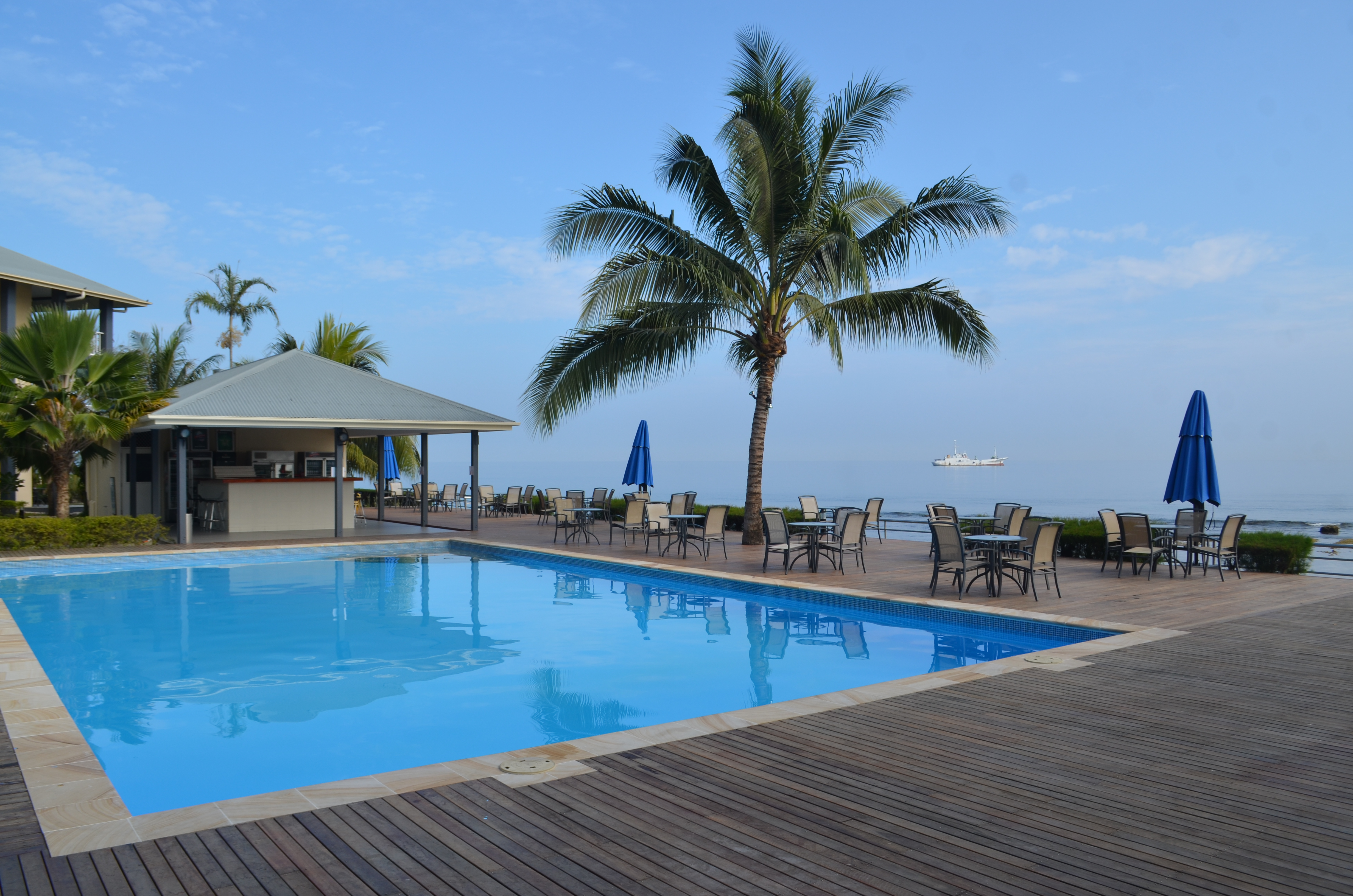
Das Heritage Park Hotel in der Hauptstadt Honiara: die Salomonen sind in Portugal in erster Linie als exklusives Südsee-Reiseziel bekannt

Zur Zeit der portugiesischen Expansion ab dem 15. Jahrhundert war die Region der heutigen Salomonen kein Ziel für portugiesische Entdecker, da das Gebiet nach dem Vertrag von Saragossa von 1494 in die spanische Sphäre fiel und damit keine portugiesische Motivation bestand, hier tätig zu werden.
Nach der Unabhängigkeit der Salomonen von Großbritannien 1978 entwickelten sich keine besonderen Berührungspunkte zu Portugal. Am 20. November 1997 doppelakkreditierte sich Zózimo Justo da Silva, portugiesischer Botschafter in Australien, als erster Vertreter Portugals auf den Salomonen.

## Diplomatie
Portugal unterhält keine eigene Botschaft auf den Salomonen, zuständig ist der portugiesische Botschafter in der australischen Hauptstadt Canberra. Portugiesische Konsulate bestehen auf den Salomonen ebenfalls nicht.
Auch die Salomonen führen keine eigene Botschaft in Portugal, zuständig ist die Botschaft in Brüssel, die einzige Vertretung der Salomonen in Europa. Auch Konsulate unterhält das Land keine in Portugal.

## Wirtschaft
Die portugiesische Außenhandelskammer AICEP unterhält keine eigene Niederlassung auf den Salomonen, zuständig ist das AICEP-Büro in Sydney, Australien.
Im Jahr 2018 fand kein messbarer Handelsaustausch statt zwischen Portugal und den Salomonen.

## Kultur
Die Musikgruppe Narasirato von den Salomonen gastierte 2012 beim FMM Festival das Musicas do Mundo, dem wichtigsten Weltmusikfestival in Portugal.

## Sport
Am 18. November 2009 bezwang die portugiesische Strandfußball-Nationalmannschaft die Auswahl der Salomonen bei der Beachsoccer-WM 2009 mit 6:1 und sicherte sich damit das Weiterkommen, während die Salomonen danach ausschieden.
Die Portugiesische Fußballnationalmannschaft und die Nationalelf der Salomonen haben bisher noch nicht gegeneinander gespielt (Stand März 2019).
Die Salomonische Fußballnationalmannschaft der Frauen hat bisher noch nicht am Algarve-Cup teilgenommen und ist auch andernorts noch nicht auf die Portugiesische Nationalelf der Frauen getroffen.